# RuStore
RuStore是由俄罗斯線上社群網路服務網站VK於2022年5月24日推出的一款安卓應用程式商店，並獲得俄罗斯联邦通信与大众传媒部以及俄羅斯科技公司Yandex、Sberbank及網絡安全公司卡巴斯基實驗室的支持。